# Sterculia tessmannii
Sterculia tessmannii là một loài thực vật có hoa trong họ Cẩm quỳ. Loài này được Mildbr. miêu tả khoa học đầu tiên năm 1927.